# Fred Le Berre
Frédéric „Fred“ Le Berre (* 1964) ist ein französischer Comicautor.

## Leben
Nach dem Studium arbeitete Fred Le Berre für verschiedene Verlage und Organisationen als Übersetzer. Daneben begann er selbst Bücher und Szenarios zu schreiben und durchwanderte Lateinamerika. Die Anstellung bei Les Humanoïdes Associés führte ihn direkt zum Comic. In Der Samaritaner und Kashmeer kam es zu einer Zusammenarbeit mit Michel Rouge.

## Werke
- 2004: Der Samaritaner
- 2005: Galata
- 2006: Axo
- 2012: Kashmeer
- 2012: Teddy Riner